# 青行燈
青行灯（あおあんどん），亦稱青燈鬼，在鳥山石燕的《今昔百鬼拾遺》里有提到。	

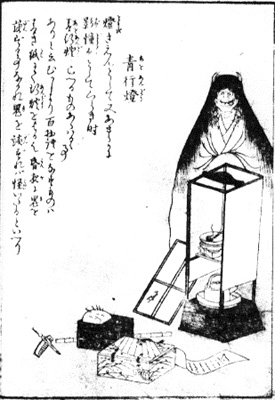
今昔百鬼拾遺中的青行灯

## 概述
出現在百物語的妖怪。在講完第一百個故事時，青行燈就會出現。
这一版本中的“百物语”简述如下：在进行“百物语”的游戏之前，参加的人一律身穿青衣，齐聚在同一间暗室里。在这间暗室隔壁的房间，准备了用蓝色纸糊的行灯，并且添上足够的灯油，然后点燃一百支灯芯并排在一起。行灯的旁边会安置一张小木桌，上头摆着一张镜子。每个人轮流说完一个怪谈后，就必须离开自己的座位摸黑走到隔壁点着行灯的房间里，把一支灯芯吹熄后。接着，从镜中照一下自己的脸才能回到原来的暗室，然后换下一个人。吹熄灯芯的过程中，一样继续说着怪谈，直到说完第九十九个怪谈后，剩下最后一支灯芯，就留着让它继续点着，然后大家继续围坐在一起等待黎明，直到太阳出来了就各自解散回家。很多人不明白为什么怪谈总是讲到第九十九个就结束，因为当时的人们很迷信这样说法，如果说到第一百个怪谈，就会发生什么怪异的事情，所以谁也不敢去碰触这项禁忌。随着时代的不同，行灯也改为以蜡烛来取代，而且新的游戏规则是，最后一根蜡烛必须吹熄。
鳥山石燕把她畫成黑色長髮，頭上長角，牙齒塗成黑色並穿著白和服的鬼女。
有一個理論認為，青行燈不是指單一一個妖怪，而是百物語結束時的所有靈異現象的總稱。
也有人说青行灯就是火外面放了青色的灯罩，为了渲染恐怖的气氛。